# Шевченко Гліб В'ячеславович
Гліб В'ячеславович Шевченко (біл. Глеб Вячаслававіч Шаўчэнка, нар. 17 лютого 1999, Мозир, Гомельська область Білорусь) — білоруський футболіст, півзахисник та захисник клубу «Шахтар» (Солігорськ).

## Клубна кар'єра
Вихованець мозирської СДЮШОР-1. У 2015 році почав грати за дубль місцевої «Славії», а в сезоні 2016 року потрапив до основного складу. 3 липня 2016 року дебютував у Вищій лізі, вийшовши на заміну в другій половині матчу проти мінського «Динамо» (0:1).
У березні 2017 року продовжив контракт з мозирським клубом. Сезон 2017 року розпочинав, переважно, як гравець заміни, а влітку закріпився в стартовому складі «Славії». Пропустив старт сезону 2018 року через травми. Повернувся на поле в червні й незабаром почав грати в стартовому складі, де допоміг «Славії» виграти Першу лігу. У 2019-2020 роках залишався основним гравцем мозирської команди у Вищій лізі.
У січні 2021 року перейшов до «Шахтаря». У футболці солігорського клубу дебютував 2 березня 2021 року в переможному поєдинку суперкубку Білорусі проти борисовського БАТЕ. Гліб вийшов на поле в стартовому складі та відіграв увесь матч. У Вищій лізі Білорусі дебютував за «гірників» 13 березня 2021 року в переможному (1:0) домашньому поєдинку 1-го туру проти «Мінська». Шевченко вийшов на поле в стартовому складі та відіграв увесь матч, а на 61-ій хвилині отримав жовту картку.

### Статистика
| Сезон | Дивізіон | Клуб           | Країна   | Матчі | Голи |
| ----- | -------- | -------------- | -------- | ----- | ---- |
| 2015  | дубль    | «Славія-Мозир» | Білорусь | 16    | 3    |
| 2016  | Д1       | «Славія-Мозир» | Білорусь | 2     | 0    |
| 2017  | Д1       | «Славія-Мозир» | Білорусь | 18    | 0    |
| 2018  | Д2       | «Славія-Мозир» | Білорусь | 19    | 4    |
| 2019  | Д1       | «Славія-Мозир» | Білорусь | 22    | 0    |
| 2020  | Д1       | «Славія-Мозир» | Білорусь | 24    | 2    |

## Кар'єра в збірній
У 2015 році викликався до складу юнацької збірної Білорусі (U-17). Восени 2017 року складі юнацької збірної Білорусі (U-19) взяв участь у відбірковому раунді чемпіонату Європи.
10 листопада 2017 дебютував за молодіжну збірну Білорусі, вийшовши в стартовому складі в товариському матчі проти збірної Литви. Згодом став основним гравцем молодіжної збірної.

## Досягнення
«Славія-Мозир»
- Перша ліга Білорусі
  -  Чемпіон (1): 2018

«Шахтар» (Солігорськ)
- Суперкубок Білорусі
  -  Володар (2): 2021, 2023
- Білоруська футбольна вища ліга
  -  Чемпіон (2): 2021, 2022